# Àstat
L'àstat és l'element químic de símbol At i nombre atòmic 85. Forma part del grup 17 dels halògens i s'ubica al període 6, sota el iode. Aquest element radioactiu es forma de manera natural a partir de la desintegració de l'urani i el tori i és el més pesant dels halògens. Fou sintetitzat per primera vegada el 1940 per l'equip del físic italià Emilio Segrè de la Universitat de Califòrnia a Berkeley, i descobert a la naturalesa en mostres de minerals el 1943 per la física austríaca Berta Karlik. En els mamífers s'acumula a la glàndula tiroide, com el iode. S'estudia la seva aplicació en radioteràpia, ja que és un emissor de partícules alfa molt adient per destruir els tumors malignes sense afectar les cèl·lules sanes.

## Història de l'element

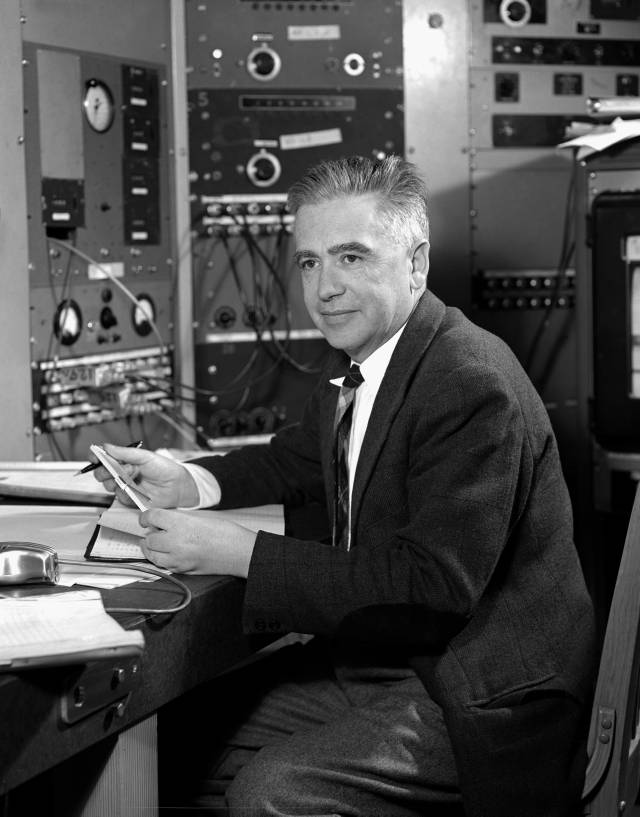
Emilio Gino Segrè el 1954

El 1931, Fred Allison (1882-1974), un físic estatunidenc, realitzà una recerca de l'element de nombre atòmic 85 que el químic rus Dmitri Mendeléiev (1834-1907) havia situat sota el iode a la taula periòdica i anomenat «ekaiode». Allison analitzà minerals emprant un aparell d'espectroscòpia magneto-òptica que havia dissenyat i anuncià el descobriment del nou element. Tanmateix altres investigadors no pogueren confirmar el descobriment. El 1937 el químic indi Jajendralal De també anuncià el descobriment de l'element 85, però tampoc es pogué confirmar. El 1939 el físic romanès Horia Hulubei (1896-1972) i la física francesa Yvette Cauchois (1908-1999) analitzaren minerals mitjançant un aparell de raigs X i detectaren noves línies espectrals en l'espectre d'emissió del radó, que suposaren ser produïdes per l'element 85. El mateix any el químic suís Walter Minder (1905-1992) estudià els productes de desintegració del radi i observà una substància semblant al iode, que anomenà helveti, símbol Hv, en honor del seu país. Però més endavant es demostrà que no corresponien a un nou element. El 1940 Dale R. Corson (1914-2012), Kenneth R. MacKenzie (1912-2002) i Emilio Segrè (1905-1989) de la Universitat de Califòrnia a Berkeley sintetitzaren sense ambigüitat l'element 85 per bombardeig d'àtoms de bismut 209 amb partícules alfa mitjançant la reacció en un ciclotró:
{\displaystyle {\ce {^209_83Bi + ^4_2He -> ^211_85At + 2 ^1_0n}}}
El 1943 la física austríaca Berta Karlik (1904-1990), amb la seva assistent Traude Bernert, detectaren tres isòtops de l’àstat de nombres màssics 215, 216 i 218 a les cadenes de desintegració naturals, essent la primera detecció confirmada de l'àstat a la naturalesa.
El 1947, acabada la Segona Guerra Mundial que aturà les seves investigacions, l'equip de Segrè proposà donar al nou element el nom d'«àstat» (del grec ἄστατον ástaton 'inestable').

## Estat natural i obtenció

Cadena de desintegració de l'urani. S'obté àstat 218

Com el seu nom indica, l'àstat és molt inestable. Es troba en la naturalesa com a part integrant dels minerals d'urani, però només en quantitats traça d'isòtops de vida curta, contínuament abastits pel lent decaïment de l'urani. En el mateix instant de temps només hom pot trobar en tota la superfície terrestre aproximadament 44 mg d'aquest element. És a dir, cada quilogram de litosfera conté de mitjana uns 3,5 àtoms d'àstat, essent l'element natural més poc abundant.
L'àstat emprat en recerca es produeix de la mateixa manera que ho feren els seus descobridors, bombardejant bismut amb partícules alfa energètiques en un ciclotró. S'obtenen els isòtops àstat 209 i àstat 211, amb uns períodes de semidesintegració relativament llargs (5,41 h i 7,21 h, respectivament). Se separen del bismut per destil·lació en un corrent de nitrogen a una temperatura entre 200 °C i 600 °C, i es purifiquen per redestil·lació. Alternativament, la diana es dissol en àcid perclòric que conté una mica de iode, el bismut s’elimina per precipitació amb fosfat i la solució aquosa de iodur d'àstat, {\displaystyle {\ce {AtI}}}, s’utilitza tal qual o s’extreu en un dissolvent orgànic com el tetraclorur de carboni o el cloroform. Es realitzen més extraccions per obtenir el producte purificat.

## Característiques principals
A causa de la seva escassetat i radioactivitat, moltes de les seves propietats no es poden mesurar experimentalment, per la qual cosa s'han d'estimar basant-se en la seva posició a la taula periòdica, com ara el seu poder oxidant o el seu caràcter metàl·lic. La seva alta radioactivitat fa que només alguns laboratoris amb tècniques molt especials i seguretat elevada puguin ser capaços d'estudiar-lo experimentalment, manejant quantitats d'ultra traça.

### Propietats físiques
L'àstat és sòlid a temperatura ambient, amb un punt de fusió elevat (302 °C) i un punt d'ebullició calculat de 337 °C. La seva densitat a 25 °C és de 6,2–6,5 g/cm³, un valor molt més alt que el del iode (4,93 g/cm³) i de la resta d'halògens. És pràcticament insoluble en aigua (10–11–10–15 mol/l) i molt més soluble en benzè i tetraclorur de carboni, com el iode.

### Propietats químiques
Dins de la taula periòdica, està situat en el grup 17 dels halògens, al període 6è, sent el menys electronegatiu de tots els elements del seu grup. La seva configuració electrònica és (Xe)4f¹⁴5d¹⁰6s²6p⁵.
L’anió astatur, {\displaystyle {\ce {At-}}}, amb estat d'oxidació –1, coprecipita quantitativament amb iodurs insolubles, com el iodur d'argent, {\displaystyle {\ce {AgI}}}, o el iodur de tal·li, {\displaystyle {\ce {TlI3}}}. El coeficient de difusió de l'anió iodur és 1,42 vegades el de l'ió astatur, que es mou més lentament cap a l'ànode. L'anió {\displaystyle {\ce {At-}}} es forma per reducció de l'element mitjançant zinc o diòxid de sofre {\displaystyle {\ce {SO2}}}. S’oxida a l'estat d'oxidació 0 pel catió ferro(3+), diiode i àcid nítric diluït. Així, l’anió {\displaystyle {\ce {At-}}} és un agent reductor més fort que l’anió iodur, {\displaystyle {\ce {I-}}}, i el iode lliure, {\displaystyle {\ce {I2}}}, és un agent oxidant més fort que l’àstat.

Model de molècula del iodur d'astat, AtI

L'àstat lliure (estat d'oxidació 0) es caracteritza per la volatilitat de la solució i per l'extracció en dissolvents orgànics. Pateix dismutació en medis alcalins. L'àstat coprecipita amb iodur de cesi, {\displaystyle {\ce {CsI}}}, i, per tant, sembla formar anions de polihalurs, com el {\displaystyle {\ce {AtIBr-}}}. S'ha demostrat que l'àstat en cloroform forma composts amb els altres halògens {\displaystyle {\ce {AtX}}} {\displaystyle {\ce {(X = Cl, Br, I)}}}. Sembla que el iodur d’àstat, {\displaystyle {\ce {AtI}}}, té un caràcter més polar que el bromur de iode, {\displaystyle {\ce {IBr}}}. Tanmateix, a diferència dels altres halògens, l'àstat elemental no és diatòmic.
Se sap que l’àstat es produeix en nombres d’oxidació positius. L’àstat en estat d'oxidació +1 s’estabilitza per complexació i s’han preparat complexos de coordinació formulats com a perclorat d’àstat dipiridina {\displaystyle {\ce {[At(py)2][ClO4]}}} i nitrat d’àstat dipiridina {\displaystyle {\ce {[At(py)2][NO3]}}}. També s’han obtingut composts amb les fórmules {\displaystyle {\ce {(C6H5)AtCl2}}}, {\displaystyle {\ce {(C6H5)2AtCl}}} i {\displaystyle {\ce {(C6H5)AtO2}}}. Es poden utilitzar diversos mètodes per sintetitzar astatobenzè, {\displaystyle {\ce {C6H5At}}} com la reacció de iodobenzè amb iodur d'àstat o amb astatur:
{\displaystyle {\ce {C6H5I + AtI -> C6H5At + I2}}}{\displaystyle {\ce {C6H5I + At- -> C6H5At + I-}}}
L’ió àstatat {\displaystyle {\ce {AtO3-}}} (àstat amb nombre d'oxidació +5) coprecipita amb iodats {\displaystyle {\ce {IO3-}}} insolubles, com el iodat d'argent {\displaystyle {\ce {AgIO3}}}, i s’obté per oxidació d’estats d’oxidació inferiors amb hipoclorit, periodat o persulfat. Fins ara no s’ha trobat cap evidència del peràstatat, {\displaystyle {\ce {AtO4-}}} (àstat amb nombre d'oxidació +7).

## Isòtops

Cadena de desintegració del neptuni on es produeix l'àstat 217

A la naturalesa hom pot trobar quatre isòtops de l'àstat, de nombres màssics 215, 217, 218 i 219. Es produeixen durant les cadenes de desintegració de l'urani, tori i actini (àstat 218 en la de l'urani, àstat 216 en la del tori, i àstat 215 i àstat 219 en la de l'actini). El darrer té un període de semidesintegració {\displaystyle t_{1/2}} de només 56 segons.
Artificialment s'han obtingut altres isòtops que val de l'àstat 191 a l'àstat 229. En total trenta-vuit radionúclids. El que té el període de semidesintegració més llarg és l'àstat 210 amb 8,1 h.
L'isòtop emprat en els estudis químics és l'àstat 211, que s'obté de la mateixa manera que el grup de la Universitat de Califòrnia. Té un {\displaystyle t_{1/2}} = 7,21 h i decau per captura electrònica (59 %) o per emissió d'una partícula alfa (41 %). Les reaccions de desintegració són:
{\displaystyle {\ce {_85^211At + _{-1}^0e -> _84^211Po + \nu_{e}}}}{\displaystyle {\ce {_85^211At -> _82^207Bi + _2^4He}}}

## Aplicacions
De forma experimental s'han marcat amb el radionúclid àstat 211, amb un període de semidesintegració de 7,21 h, moltes molècules d'interès per analitzar la seva utilitat en el tractament d'alguns tipus de càncer, per ser potencials candidats per a la creació de radiofàrmacs. El fet és que, quan es desintegren, són una font de radiació de curt abast, ideal per a la teràpia amb partícules alfa. El nucli de l'àstat 211 allibera la seva energia en forma de raigs de partícules alfa que dipositen una gran quantitat d'energia amb un curt abast d'aproximadament 0,05 mm, que és, més o menys, el diàmetre d'una cèl·lula cancerosa. Així que tota l'energia destructiva es concentra en la cèl·lula del tumor i fa poc dany a les cèl·lules sanes més allunyades. L'àstat 211 té alguns avantatges respecte d'altres emissors α, com l'actini 225 o el plom 212. L'actini 225 emet quatre partícules α, cosa que el fa més potent que l'actini 211, però aquesta dispersió de partícules α també pot trencar els enllaços que mantenen l'actini 225 a la molècula que el porta als tumors. Així, l'actini 225 necessita quelants especials que puguin aferrar-se a ell a mesura que decau. L'actini 211 dispara només una partícula α, el que significa que hi ha un menor risc que s’alliberi del seu suport molecular i viatgi a qualsevol altre lloc del cos dels pacients. El plom 212 és un altre candidat terapèutic que emet partícules α, però també produeix radiació γ d’alta energia, que suposa un risc per a la salut a llarg termini per al personal mèdic.